# Ореховка (Ульяновская область)
Ореховка — село Радищевского района, административный центр Ореховского сельского поселения.

## География
Находится на расстоянии примерно в 23 километра по прямой на востоко-северо-восток от районного центра — посёлка Радищево.

## История
Село основано в 1630 году. Изначально называлось Ивановкой, принадлежало Московскому Чудову монастырю. Указом Петра I в 1706 году часть земель монастыря была отдана дворянину Виртембергу (вероятно, Вюртембергу), переименовавшему сельцо Ивановку в Ореховку. Позднее, в 1767 году в Ореховке появился ещё один помещик — Нечаев. В 1781 году Ореховка вошла в Сызранский уезд Симбирского наместничества. В ней было 230 дворов.

## Население
Население составляло 892 человека в 2002 году (русские 86 %), 789 по переписи 2010 года.